# Landkreis Gmünd
Der Landkreis Gmünd war von 1938 bis 1945 eine Gebietskörperschaft im Großdeutschen Reich im nördlichen Teil Niederösterreichs. Der Verwaltungssitz war Gmünd in Niederösterreich.

## Geschichte
Mit dem „Anschluss Österreichs“ an das Deutsche Reich am 13. März 1939 wurde auch der bisher österreichische Bezirk Gmünd Bestandteil des Deutschen Reichs.
Am 1. Januar 1939 erfolgte die Umbenennung in Landkreis Gmünd.
Am 15. April 1939 erfolgte die Eingliederung des Stadtteils Gmünd-Bahnhof (Gmünd III) und der sudetendeutschen Gemeinden Beinhöfen, Erdweis, Gundschachen, Kößlersdorf, Naglitz, Rottenschachen, Tannenbruck, Weißenbach und Witschkoberg in den Landkreis Gmünd. Diese Orte waren im Vertrag von Saint-Germain 1920 der Tschechoslowakei zugesprochen worden, sie hatten vorher zum Amtsbezirk Schrems in Niederösterreich gehört.

## Gemeinden

### Städte
- Gmünd
- Heidenreichstein
- Litschau
- Schrems
- Weitra

### Marktgemeinden
- Brand
- Eisgarn
- Großpertholz
- Hirschbach
- Kirchberg am Walde
- Hoheneich

### Übrige Gemeinden
- Aalfang
- Abschlag
- Albrechts
- Altmanns
- Altweitra
- Amaliendorf
- Beinhöfen
- Brühl
- Dietmanns
- Dietweis
- Eberweis
- Eggern
- Eibenstein
- Eichberg
- Erdweis
- Eulenbach
- Finsternau
- Friedreichs
- Fromberg
- Gebharts
- Gopprechts
- Griesbach
- Großneusiedl
- Großotten
- Großradischen
- Großrupprechts
- Großschönau
- Großwolfgers
- Gundschachen
- Harbach
- Harmannschlag
- Haugschlag
- Heinreichs
- Heinreichs bei Weitra
- Hirschenschlag
- Hirschenwies
- Höhenberg
- Hörmanns bei Litschau
- Hörmanns bei Weitra
- Hollenstein
- Illmanns
- Karlstift
- Kleinschönau
- Kößlersdorf
- Kottinghörmanns
- Langegg
- Langfeld
- Langschwarza
- Lauterbach
- Leopoldsdorf
- Loimanns
- Mistelbach
- Naglitz
- Niederschrems
- Nondorf
- Oberlembach
- Pürbach
- Pyhrabruck
- Reichenau am Freiwalde
- Reichenbach
- Reinberg-Heidenreichstein
- Reinberg-Litschau
- Reingers
- Reinprechts
- Reitzenschlag
- Rohrbach
- Rottenschachen
- Sankt Martin
- Sankt Wolfgang
- Schagges
- Schandachen
- Schlag
- Schönau bei Litschau
- Seyfrieds
- Siebenlinden
- Spital
- Steinbach
- Süßenbach
- Tannenbruck
- Thaures
- Ullrichs
- Ulrichs
- Unserfrau
- Unterlembach
- Waldenstein
- Warnungs
- Watzmanns
- Weikertschlag
- Weißenalbern
- Weißenbach
- Wetzles
- Wielands
- Wielings
- Witschkoberg
- Wolfsegg
- Wultschau
- Zuggers

## Landräte
- 1938–1939: Karl Siedl
- 1939–1941: Wilderich Graf von Merveldt
- 1941–9999: Hans Eisenkolb (1905–1978)
- 1941–1942: Alfons Sedivy (geschäftsführend)[1]
- 1941–1943: Hubert Kern (geschäftsführend)